# Andrew Simpson (acteur)
Pour les articles homonymes, voir Andrew Simpson et Simpson.
Andrew Simpson, né à Londonderry le 1er janvier 1989, est un acteur britannique nord-irlandais.

## Biographie
Andrew Gerard Simpson est né le 1er janvier 1989 à Londonderry (Irlande du Nord), au Royaume-Uni, mais a grandi en Irlande, près de Donegal (en Ulster), dans la péninsule d'Inishowen.
Repéré lors d'un spectacle par Patrick Duncan, qui travaillait pour la réalisatrice Aisling Walsh, Andrew Simpson apparaît pour la première fois à l'écran en 2003 dans Song for a Raggy Boy, film inspiré d'une histoire vraie sur une école réformiste irlandaise où les élèves sont maltraités.
En 2006, alors qu'il joue au rugby à XV en Australie et aux îles Fidji, Andrew Simpson est rappelé pour faire une lecture avec Cate Blanchett en Angleterre. Il est alors choisi pour interpréter le rôle de Steven Conelly dans le film Chronique d'un scandale de Richard Eyre : son personnage entretient une liaison avec son professeur de dessin, interprétée par Cate Blanchett.
En 2012, il apparaît dans le documentaire Saving the Titanic, dans le rôle de l'électricien Albert Ervine, le plus jeune membre de l'équipe d'ingénierie, ce qui lui permet de retrouver l'acteur 
Chris Newman, qui jouait avec lui dans Song for a Raggy Boy.
En novembre 2012, il joue le rôle de Nick Nickleby dans la mini-série de la BBC, The Life and Adventures of Nick Nickleby, version moderne de Nicholas Nickleby, de Charles Dickens.
En 2015, il obtient son vrai premier rôle dans Road Games, d'Abner Pastoll.
Parallèlement, Andrew Simpson a suivi des cours d'art dramatique à la Foyle School of Speech and Drama et au Foyle and Londonderry College.
Depuis avril 2010, il étudie le droit à la London School of Economics. Il a aussi étudié au Pangbourne College.
Il vit actuellement à Donegal.

## Filmographie
- 2003 : Song for a Raggy Boy : Gerard Peters
- 2006 : Chronique d'un scandale : Steven Connolly
- 2007: Agnes (téléfilm) : Seamus
- 2009 : Perrier's Bounty : adolescent no 2
- 2009 : 10 Minutes Tales (série TV : saison 1, épisode 7 : The Three Kings) : soldat no 3
- 2011 : All That Way for Love (court métrage) : Simon
- 2012 : Saving the Titanic (téléfilm) : Albert Ervine
- 2012 : White Heat (série TV) : Connor
- 2012 : Good Vibrations : Colin "Getty" Getgood
- 2012 : The Life and Adventures of Nick Nickleby (série TV) : Nick Nickleby
- 2012 : The Measure of a Man (court métrage) : Jay Brady
- 2013 : Wasted (court métrage) : Andy
- 2013 : Coming Up (série TV) : Van
- 2013 : Killing All the Flies (téléfilm) : Levin Reid
- 2015 : The Survivalist : l'homme émacié
- 2016 : Road Games : Jack
- 2016 : Rebellion (mini-série) : George Wilson
- 2016 : Annie Waits (court métrage) : Patrick